# Team Eurosped
Il Team Eurosped è una società pallavolistica femminile olandese, con sede a Vroomshoop: milita nel campionato olandese di Eredivisie.

## Storia
Il Team Eurosped viene fondato nel 2013 e ottiene subito il diritto di partecipazione in Eredivisie, quando riceve dalla NeVoBo la licenza appartenuta al Pollux, sponsorizzato proprio dalla Eurosped nell'annata precedente.
Raggiunge la prima finale della propria storia nella Eredivisie 2014-15, uscendone sconfitto. Un anno dopo conquista il suo primo trofeo, laureandosi campione della Coppa dei Paesi Bassi 2015-16: grazie a questo successo si qualifica alla Supercoppa olandese 2016, conquistando il secondo titolo della propria storia.
Negli anni seguenti raggiunge la finale della Coppa dei Paesi Bassi 2017-18, uscendone sconfitto contro lo Sliedrecht, dal quale perde anche nella conseguente finale di supercoppa nazionale.

## Rosa 2021-2022
| N° | Nome                  | Ruolo | Data di nascita  | Nazionalità sportiva |
| -- | --------------------- | ----- | ---------------- | -------------------- |
| 1  | Noa de Haas           | L     | 30 dicembre 2003 | Paesi Bassi          |
| 3  | Anneclaire ter Brugge | O     | 20 febbraio 2002 | Paesi Bassi          |
| 4  | Evie van Kerkvoorde   | S     | 20 aprile 2001   | Paesi Bassi          |
| 5  | Lisanne Baak          | C     | 25 giugno 1994   | Paesi Bassi          |
| 6  | Wies Bekhuis          | P     | 7 settembre 2001 | Paesi Bassi          |
| 7  | Charlot Vellener      | P     | 30 maggio 2001   | Paesi Bassi          |
| 8  | Lavinia Maiorano      | S     | 10 luglio 2001   | Paesi Bassi          |
| 9  | Eline Geerdink        | C     | 3 maggio 2000    | Paesi Bassi          |
| 10 | Anna Zijl             | O     | 19 febbraio 2002 | Paesi Bassi          |
| 11 | Sarah Knol            | S     | 18 gennaio 2001  | Paesi Bassi          |
| 12 | Laura Roelofs         | S     | 26 gennaio 2005  | Paesi Bassi          |

## Palmarès
- Coppa dei Paesi Bassi: 1

2015-16
- Supercoppa olandese: 1

2016